# Shuri
Shuri és un districte de la ciutat de Naha, Okinawa, Japó. El castell de Shuri i la porta Shurei no Mon es troben en Shuri.
A més del castell de Shuri, hi ha altres construccions interessants en Shuri. Per exemple el Tamaudun, que és el mausoleu dels reis Ryukyu, el qual consisteix en tres càmeres: l'esquerra per als reis i reines, i la de la dreta per allotjar cossos de morts recents que esperen ser tractats mitjançant un ritual de neteja dels ossos que es realitza alguns anys després del decés.
L'any 2000, el mausoleu Tamaudun i la porta Sonohyanutaki van ser incorporats a la llista de Patrimoni Mundial de la Humanitat de la UNESCO.